# Anno 1800
Anno 1800 (лат. Год 1800) — компьютерная игра в жанре градостроительного и экономического симулятора с элементами стратегии в реальном времени. Игра вышла на платформе Windows, разрабатывалась и издаётся компанией Ubisoft. 1800 — седьмая игра серии Anno. Выпуск игры состоялся 16 апреля 2019 года.

## Игровой процесс
В этот раз действия игры происходят в XIX веке. Игроки оказываются на заре индустриальной эпохи, когда совершались величайшие открытия и активно развивалась дипломатия. При создании огромных городов, а также исследовании и обустройстве новых территорий, потребуется проявить управленческие и логистические навыки. Успехи в торговле, военном деле или на дипломатической ниве позволят оставаться на шаг впереди оппонентов.

## Сюжет
Кампания посвящена семейству Гуд, ваш персонаж возвращается из нового света на похороны своего отца, вместе с сестрой вам будет необходимо распутать обстоятельства смерти отца, узнать, что за тёмный орден стоит за спиной вашего дяди, встретиться с королевой и поднять крупный промышленный город из руин.

## Разработка
Игроки могли помочь в разработке Anno 1800 благодаря проекту Anno Union. Эта инициатива предоставляет доступ к эксклюзивному контенту, свежим новостям, комментариям разработчиков и информации о ходе создания игры. Также участники Anno Union получили возможность опробовать проект в числе первых.
Изначально разработчики хотели выпустить игру Anno 1800 26 февраля 2019 года,
но в конце января 2019 года разработчики разместили на официальном сайте игры такую информацию.

Это было непростое решение для нас, потому что мы знаем, как сильно вы ждёте релиз. Мы и сами не можем дождаться возможности показать вам полную игру. С самого анонса на gamescom 2017 мы стремились, чтобы на релизе Anno 1800 была лучшей в серии.
Мы очень довольны тем, как сейчас выглядит игра и как в ней сочетаются новые и классические функции. Но мы знаем, что она может быть ещё лучше, если её доработать и настроить. Эти дополнительные недели позволят нам выпустить игру, полностью соответствующую своему потенциалу.

## Отзывы
| Сводный рейтинг | Сводный рейтинг |
| Агрегатор       | Оценка          |
| --------------- | --------------- |
| GameRankings    | 79,00 %         |